# Paniewek
Paniewek – wieś w Polsce położona w województwie kujawsko-pomorskim, w powiecie radziejowskim, w gminie Topólka.

## Podział administracyjny
W latach 1975–1998 miejscowość administracyjnie należała do województwa włocławskiego. Wieś sołecka – zobacz jednostki pomocnicze gminy Topólka w BIP.

## Historia
W XIX wieku Paniewek opisano jako wieś w powiecie nieszawskim, gminie Czamanin i parafii Świerczyn.
- w 1827 r. było 12 domów i 132 mieszkańców
- w 1885 r. było 147 mieszkańców, 503 mórg ziemi dworskiej i 51 mórg ziemi włościańskiej

## Demografia
W roku 1827 miejscowość liczyła 132 mieszkańców, nieco ponad pół wieku później (1885 r.) było ich 147. Według Narodowego Spisu Powszechnego (III 2011 r.) wieś liczyła 177 mieszkańców. Jest trzynastą co do wielkości miejscowością gminy Topólka.